# Hyliota flavigaster
Hiliota-de-barriga-amarela ou hiliota-de-papo-amarelo (Hyliota flavigaster) é uma espécie de ave da família Sylviidae.
Pode ser encontrada nos seguintes países: Angola, Burkina Faso, Burundi, Camarões, República Centro-Africana, República do Congo, República Democrática do Congo, Costa do Marfim, Etiópia, Gabão, Gâmbia, Gana, Guiné, Guiné-Bissau, Quénia, Malawi, Mali, Moçambique, Nigéria, Ruanda, Senegal, Serra Leoa, Sudão, Tanzânia, Togo, Uganda e Zâmbia.
Os seus habitats naturais são: florestas secas tropicais ou subtropicais.